# Лассе Вірен
Ла́ссе А́рттурі Ві́рен  (фін. Lasse Virén, нар. 22 липня 1949, Мюрскюля) — фінський легкоатлет, чотириразовий олімпійський чемпіон з бігу на 5000 м і 10 000 м, бронзовий призер чемпіонату Європи 1974 р. на дистанції 5000 м.
Член Зали Слави IAAF (2014).
Дитячі та юнацькі роки (1956—1971 р.)
Брав участь переважно у літньому троєбор'ї, та лижних гонках.
1956 р. — отримав перший спортивний  трофей (6 років) в день Рунеберга (видатний фінський поет) посів четверте місце з лижних гонок  на 3 км серед  хлопчиків  молодше 9 років з результатом 22.36. В тому ж році пішов у перший клас  і пробіг 60 м за 13.0 с, а у троєбор'ї посів 9 місце у школі.
1957 р. — перша перемога на дистанції 2.5 км з лижних гонок для хлопчиків молодші 8 р.
Змагання з кросу в день Снеллмана (видний державний діяч Фінляндії) посів 3 місце у віковій групі до 10 р. (Лассе мав тоді 7 років)
1958 р. зимою часто брав участь у змаганнях з лижних гонок. Серед хлопчиків  до 9 р. посів 5 місце у лижній естафеті серед спортивних товариств, а у троєбор'ї заняв друге місце серед хлопчиків трьох молодших класів.
1960 р. зимою, коли було 10 років вийшов переможцем в трьох лижних гонках із п'яти (в різних вікових групах: для 11-, 12- і 13- річних підлітків). В двох інших (14, 15 р.) гонках посів другі місця.
1961 р. весною (12 років) показав такі результати: Біг 60 м — 9,5. Біг 100м — 16,3.
Стрибок у висоту — 1,10. Стрибок у довжину — 3.55 і у метанні кулі -  5,92
1963 р. зима, змагання з лижних гонок: Порлампі (Лапінярві) — дистанція 5 км, група 14 років — 1 місце;
Ориматтіла — дистанція 5 км, група 14 років — 5 місце
Артярві — дистанція 5 км, група 16 років — 15 місце.
Стрибки з трампліна  - 25,5 м
1964 рік
1000 м пробіг у  групі 14 років за 3,14,0.
Біг 100 м — 15,1 Стрибок у довжину 3,92 см
Артярві — дистанція 1000 м група до 17 років пробіг за 2,57,2 — 5 місце.
1965 р. лижні гонки: Хартола — дистанція 5 км, група 16 років — 50 місце, результат 21.35
По підсумках сезону  у районі Лассе був на дистанції 1000 м восьмим з результатом 2,49,2 і сьомим на дистанції 3000 м з часом 9,33,8
1966 р. березень — перевели в клас «А». Це означало, що спортивний союз Фінляндії призначив Лассе кандидатом у збірну країни.
Літо. Естонія (Таллін) — дистанція 3000 м –результат 9,17,0, — 13 місце
В цьому році отримав першу нагороду  за участь в естафетному бігу 4 Х 800 м, та 4 Х 1500 м (виступав за спортивне товариство «Мюрскю» на 1 етапі) — 1 місце.
Лахти — дистанція 3000 м — результат 9,37,0 — 1 місце (міжрайонні змагання).
1966 р. жовтень, — табірний збір спортсменів району. З цього моменту  остаточно визначилася спортивна доля (віддавав перевагу переважно довгим дистанціям  до 10 -15 км.)
1967 р. прийняли у юнацьку підгрупу «А»  (17 — 18 р.)
1967р. 28 травня — першість Фінляндії з кросу (Вуокатті) — дистанція 6 км — 20,32,4 — 2 місце;
1967 р. липень — першість Фінляндії серед юнаків (Варкаус) — дистанція 3000 м — 8,43,8 — 1 місце;
Перший виступ у міжнародних змаганнях, матч Фінляндія — Естонія (включили у збірну країни як основного учасника) відбувся у Мянтсяля — дистанція 3000 м — 8,59,8 — 4 місце;
1967 р. 12 вересня (Лаппеєнранта)- змагання з бігу для дорослих — дист. 3000 м — 8,32,8 (новий рекорд Фінляндії для юнаків групи «А»)  – 7 місце
1967 р. поч. жовтня (Турку) — дистанція 5000 м — 14,59,4 — 2 місце;
Навчався у ремісничому училищі у Аскола, яке не закінчив. Але життя склалося так, що прийшлося піти в армію. Після служби в армії залишився служити. Служив у Сантахаміна. Через два тижні служби у штабній роті був переведений у спортивну команду до тренера Ханну Пості.
1969 р. — 9 червня (Кархула) — першість Фінляндії — дист. 3000 м — 8,13,8 (покращення свого рекорду на 19 с);
3 липня (Турку) — змаганя на честь П. Нурмі — дист. 5000 м — 14,23,2 (новий рекорд Фінляндії) — 8 місце;
Сер. серпня (Інкеройнене) — молодіжна першість Фінляндії з л/а — дист. 5000 м -14,17,0 — 1 місце;
Матч з л/а Фінляндія — Норвегія — Швеція (Мааріанхаміна)- дист. 5000 м — 14,09,4 — 1 місце;
Першість Фінляндії з л/а — дист. 5000 м — 14,10,2 — 1 місце
28 серпня — матч з л/а Фінляндія — Норвегія — дист. 5000 м — 14,08,0 — 2 місце;
1 вересня — першість Фінляндії — дист. 5000 м — 13,55,0 — 2 місце;
Матч Фінляндія — Швеція — дист. 5000 м — 14,04,2 — 1 місце
Змагання Північних країн з л/а — дист.  3000 м — 8,06,8 — 4 місце;
Забіг на 3000 м з участю найсильніших бігунів (Берлін) — 8,05,2 — 7 місце;
Жовтень, матч Фінляндія — Велика Британія (Лондон) — 14,10,8 — 3 місце;
1971 р. — Першість Європи з л/а (Хельсінкі) — дист. 10 000 м — 28,33,2 — 17 місце
Забіг на 5000 м (Хейнола) — 13,29,8 — 1 місце;
Сер.  серпня — матч Фінляндія — Швеція  (Гетеборг, стадіон «Нью — Уллеві») — дист.  5000 м — 13,57,4 — 1 місце;
Вересень, (Мюнхен), меморіал Ханса — Брауна — дист. 5000 м — 13,41,4 — 4 місце.
Також взяв участь з л/а у матчах Фінляндія — Польща, Західна Німеччина, Норвегія, у л/а пробізі по вулицях Праги.
Восени після всіх змагань з тренером розпочали складати план підготовки до олімпійських ігор. Лассе Вірен в той час займав 5 місце у світі на 5000 м (після Бедфорда, Путтеманса, Кейно, Альвареса) і 12 — на 10 км.
1975 р. — Лассе і Пяйві заручилися в день матері (свято у Фінляндії, друга неділя травня), коли вона вже отримала університетський диплом.
1976 р. — на трійцю (за місяць до Олімпійських ігр у Монреалі) Лассе вивів свою дружину Пяйві із церкви в Ляпінярві і провів вздовж почесного караула поліцейських, які вишикувалися на їх честь.
ДОСЯГНЕННЯ
Результати виступів на Олімпійских іграх (https://olympteka.ru/olymp/athlets/profile/200.html [Архівовано 24 січня 2021 у Wayback Machine.])
1972 МЮНХЕН, ЛЕГКА АТЛЕТИКА
| Дистанція         | Півфінал/Фінал        | Місце | Результати |
| Чоловіки, 5000 М  | Півфінал — 1, забіг-5 | 1     | 13:38,4    |
| Чоловіки, 5000 М  | Фінал                 | 1     | 13:26,4    |
| Чоловіки, 10000 М | Півфінал — 1, забіг-2 | 4     | 28:04,4 Q  |
| Чоловіки, 10000 М | Фінал                 | 1     | 27:38,4    |

1976  МОНРЕАЛЬ, ЛЕГКА АТЛЕТИКА
| Дистанція         | Півфінал/Фінал        | Місце | Результати |
| Чоловіки, 5000 м  | Півфінал — 1, забіг-1 | 4     | 13:33.39 Q |
| Чоловіки, 5000 м  | Фінал                 | 1     | 13:24.76   |
| Чоловіки, 10000 м | Півфінал — 1, забіг-3 | 3     | 28:14.95 Q |
| Чоловіки, 10000 м | Фінал                 | 1     | 27:40.38   |
| Чоловіки, МАРАФОН | Фінал                 | 5     | 2:13:10.8  |

1980  МОСКВА, ЛЕГКА  АТЛЕТИКА
| Дистанція         | Півфінал/фінал        | Місце | Результати |
| Чоловіки, 10000 м | Півфінал — 1, забіг-1 | 4     | 28:45.72 Q |
| Чоловіки, 10000 м | Фінал                 | 5     | 27:50.46   |
| Чоловіки, МАРАФОН | Фінал                 | dnf   | DNF        |

### Олімпійські ігри
Лассе Вірен завоював чотири золоті олімпійські медалі з легкої атлетики.
| Олімпіада     | Дисципліна           | Місце  |
| ------------- | -------------------- | ------ |
| Мюнхен 1972   | біг на 5000 метрів   | 1      |
| Мюнхен 1972   | біг на 10 000 метрів | 1      |
| Монреаль 1976 | біг на 5000 метрів   | 1      |
| Монреаль 1976 | біг на 10 000 метрів | 1      |
| Монреаль 1976 | марафонський біг     | 5      |
| Москва 1980   | біг на 10 000 метрів | 5      |
| Москва 1980   | марафонський біг     | участь |

### Світові рекорди
Лассе Вірен встановив 3 світові рекорди:
- 2 милі — 8.14,0 (1972)
- 5 000 м — 13.16,4 (1972)
- 10 000 м — 27.38,4 (1972).

Проживає Л.Вірен з сім'єю у своєму рідному селі Мюрскюля. Кожної осені тут проходять масові старти на його честь.https://uzathletics.uz/news/news_post/istoriya-lasse-virena
Лассе Вірен у філателії
31 жовтня 1976 року пошта Монголії (Мо́нгол Шу́удан) випустила серію поштових марок (№ 1018—1024 + поштовий блок №С1025). Л.Вірен зображений на марці № 1023 номіналом 80 монге. (https://www.peoples.ru/sport/atlete/lasse_viren/ [Архівовано 31 березня 2022 у Wayback Machine.])